# 11252 Laërtes
11252 Laërtes eller 1973 SA2 är en trojansk asteroid i Jupiters lagrangepunkt L4. Den upptäcktes 19 september 1973 av den nederländsk-amerikanske astronomen Tom Gehrels och det nederländska astronomparet Ingrid van Houten-Groeneveld och Cornelis Johannes van Houten vid Palomar-observatoriet. Den är uppkallad efter Laërtes, kung av Ithaca och far till Odysseus inom den grekiska mytologin.
Asteroiden har en diameter på ungefär 41 kilometer.